# Красное Утро (Крым)
Кра́сное У́тро (до 1948 года Ильгери́-Каспи́р, ранее Эсе́н-Эли́-Кас-Борю́; укр. Красне Утро, крымскотат. İlgeri Qaspir, Ильгери Къаспир) — исчезнувшее село в Раздольненском районе Республики Крым, располагавшееся на западе района, у границы с Черноморским, в степной части Крыма, примерно в 4,5 километрах северо-западнее современного села Нива.

### Динамика численности населения
| - 1806 год — 49 чел. - 1864 год — 5 чел. - 1892 год — 0 чел. | - 1900 год — 101 чел. - 1905 год — 87 чел. - 1926 год — 84 чел. |

## История
Первое документальное упоминание села встречается в Камеральном Описании Крыма… 1784 года, судя по которому, в последний период Крымского ханства Эсен Али Зак бари входил в Мангытский кадылык Козловскаго каймаканства. После присоединения Крыма к России (8) 19 апреля 1783 года, (8) 19 февраля 1784 года, именным указом Екатерины II сенату, на территории бывшего Крымского ханства была образована Таврическая область и деревня была приписана к Евпаторийскому уезду. После павловских реформ, с 1796 по 1802 год входила в Акмечетский уезд Новороссийской губернии. По новому административному делению, после создания 8 (20) октября 1802 года Таврической губернии, Эльгеры-Каспир был включён в состав Хоротокиятской волости Евпаторийского уезда.
По Ведомости о волостях и селениях, в Евпаторийском уезде с показанием числа дворов и душ… от 19 апреля 1806 года в деревне Эсен-Эли-Каспери числилось 7 дворов, 45 крымских татар и 4 ясыров. На военно-топографической карте генерал-майора Мухина 1817 года деревня Есень еликаспер обозначена с 6 дворами. После реформы волостного деления 1829 года Эсен Эли Каспар, согласно «Ведомости о казённых волостях Таврической губернии 1829 года» отнесли к Аксакал-Меркитской волости (переименованной из Хоротокиятской). На карте 1836 года в деревне 5 дворов, а на карте 1842 года Ильгери-Касборю обозначен условным знаком «малая деревня», то есть, менее 5 дворов.
В 1860-х годах, после земской реформы Александра II, деревню приписали к Курман-Аджинской волости.
В «Списке населённых мест Таврической губернии по сведениям 1864 года», составленном по результатам VIII ревизии 1864 года, Эсен-Эли-Каспорю — владельческая деревня, с 3 дворами и 5 жителями при колодцах. По обследованиям профессора А. Н. Козловского 1867 года, вода в колодцах деревни была пресная, а их глубина колебалась от 42 до 30 саженей (42—64 м). На трехверстовой карте Шуберта 1865—1876 года в деревне Ильгеры-Касборю 2 двора. Сохранился документ о выдаче ссуды неким Фице (они же Пфице) под залог имения при деревнях Сыртай-Каспери и Эльгери-Каспери от 5 июня 1890 года. В «…Памятной книжке Таврической губернии на 1892 год», о деревне Эсен-Эли-Каспорю, входившей в Дениз-Байчинский участок, никаких сведений, кроме названия, не приведено.
Земская реформа 1890-х годов в Евпаторийском уезде прошла после 1892 года, в результате Эльгеры-Каспир приписали к Агайской волости.
По «…Памятной книжке Таврической губернии на 1900 год» в усадьбе Каспорю-Эльгеры, она же Эсен-Эли числился 101 житель в 10 дворах. Видимо, в те же годы земли деревни арендовали за 1/10 урожая (десятинное село) крымские немцы лютеране и, согласно энциклопедическому словарю «Немцы России», в 1905 году в нём проживало 87 человек. Но в Статистическом справочнике Таврической губернии 1915 года поселение не упомянуто.
После установления в Крыму Советской власти, по постановлению Крымревкома от 8 января 1921 года № 206 «Об изменении административных границ» была упразднена волостная система и село вошло в состав Бакальского района Евпаторийского уезда, а в 1922 году уезды получили название округов. 11 октября 1923 года, согласно постановлению ВЦИК, в административное деление Крымской АССР были внесены изменения, в результате которых округа были отменены, Бакальский район упразднён и село вошло в состав Евпаторийского района. Согласно Списку населённых пунктов Крымской АССР по Всесоюзной переписи 17 декабря 1926 года, в селе Эльгеры-Каспир, Агайского сельсовета Евпаторийского района, числилось 17 дворов, все крестьянские, население составляло 84 человека, из них 63 немца, 20 русских и 1 эстонец. После создания 15 сентября 1931 года Ак-Мечетского (переименованного в 1944 году в Черноморский) Сырт-Каспир включили в его состав, а после создания в 1935 году Ак-Шеихского района (переименованного в 1944 году в Раздольненский) включили в состав нового.
Вскоре после начала Великой Отечественной войны, 18 августа 1941 года крымские немцы были выселены, сначала в Ставропольский край, а затем в Сибирь и северный Казахстан. С 25 июня 1946 года Эльгеры-Каспир в составе Крымской области РСФСР. Указом Президиума Верховного Совета РСФСР от 18 мая 1948 года, село, как Эльгери-Каспир, переименовали в Красное Утро. Ликвидировано до 1960 года, поскольку в «Справочнике административно-территориального деления Крымской области на 15 июня 1960 года» селение уже не значилось (согласно справочнику «Крымская область. Административно-территориальное деление на 1 января 1968 года» — в период с 1954 по 1968 годы, как село Березовского сельсовета).